# Conversión de estándares de televisión

La conversión de estándares de televisión es el proceso de cambiar un tipo de sistema de televisión a otro.  Lo más común es desde NTSC a PAL o al revés.  Se hace así para que los programas de televisión de un país se puedan ver en otro con un estándar diferente.  El vídeo se alimenta mediante un convertidor de estándares de vídeo que cambia el vídeo original a un sistema de vídeo diferente. 
La conversión entre diferentes números de líneas y velocidades de fotogramas diferentes en imágenes de vídeo es un problema técnico complejo. Sin embargo, el intercambio internacional de programaciones de televisión hace necesaria la conversión de estándares y, en muchos casos, és obligatoria. 
Las cadenas de televisión fueron las primeras empresas que realizaron conversiones. Para ello comenzaron utilizando el método de monitor sobre orticón, como Irlanda, que lo usó para convertir el servicio de 625 líneas al servicio de 405 líneas. Estos primeros equipos eran de mala calidad y exigían una permanente atención por parte de los equipos técnicos de las emisoras que se veían obligados a ajustar manualmente la brillantez y el contraste de la imagen electrónica, mucho poco tolerantes en condiciones extremas de luminosidad. 
Los sistemas PAL y SECAM trabajan en entrelazado a 50 FPS y 625 líneas (25 imágenes por segundo), para convertir entre estos dos sistemas no hay problema, és una cuestión de circuitos codificadores. En cambio el sistema NTSC, trabaja en entrelazado a 60 FPS y 525 líneas, (30 imágenes por segundo), lo que la conversión a sistemas europeos obliga a efectuar una serie de procesos bastante complejos. Para realizar la conversión de PAL o SECAM a NTSC, el framerate se reduce de 25 a 23.976 fotogramas por segundo (una desaceleración de aproximadamente el 4%) para aplicar posteriormente el sistema denominado pulldown 2:3. Para el proceso contrario (de NTSC a PAL o SECAM) se usa el pulldown 3:2  para adaptar la velocidad de 30 ips a 25 ips (60 FPS). (Véase el artículo telecine) 

## Conversión de velocidad de fotogramas
Hay una gran diferencia en la velocidad de fotogramas entre la película, que se ejecuta a 24.0 fotogramas por segundo, y el estándar NTSC, que se ejecuta a aproximadamente 29.97 (10 MHz × 63/88/455/525) fotogramas por segundo.  En las regiones que usan estándares de televisión y video de 25 fps, esta diferencia se puede superar acelerando .
Para los estándares de 30 fps, se utiliza un proceso llamado " pulldown 3:2 ".  Se transmite un cuadro de película para tres campos de video (que dura 1½ cuadros de video), y el siguiente cuadro se transmite para dos campos de video (que dura 1 cuadro de video).  Por lo tanto, se transmiten dos cuadros de película en cinco campos de video, para un promedio de 2½ campos de video por cuadro de película.  La velocidad de fotogramas promedio es, por lo tanto, 60 ÷ 2.5 = 24 fotogramas por segundo, por lo que la velocidad promedio de la película es nominalmente exactamente lo que debería ser.  (En realidad, en el transcurso de una hora de tiempo real, se muestran 215,827.2 campos de video, que representan 86,330.88 cuadros de película, mientras que en una hora de proyección de película real de 24 fps, se muestran exactamente 86,400 cuadros:por lo tanto, 29.97-fps NTSC la transmisión de la película de 24 fps se ejecuta al 99.92% de la velocidad normal de la película.) El encuadre fijo en la reproducción puede mostrar un cuadro de video con campos de dos cuadros de película diferentes, por lo que cualquier diferencia entre los cuadros aparecerá como un retroceso rápido y cuarto parpadeo.  También puede haber jitter/"tartamudeo" notable durante los movimientos lentos de la cámara ( vibrador de telecine ).
Para evitar el pulldown 3:2, la película filmada específicamente para la televisión NTSC a menudo se toma a 30 cuadros/s. Para mostrar material de 25 fps (como series de televisión europeas y algunas películas europeas) en equipos NTSC,  el framerate se reduce de 25 a 23.976 fotogramas por segundo (una desaceleración de aproximadamente el 4%) para aplicar posteriormente el sistema denominado pulldown 2:3.
La filmación de la película NTSC a 24 cuadros por segundo se ha acelerado tradicionalmente en 1/24 (a aproximadamente el 104,17% de la velocidad normal) para la transmisión en regiones que utilizan estándares de televisión de 25 fps.  Este aumento en la velocidad de la imagen ha sido acompañado tradicionalmente por un aumento similar en el tono y el tempo del audio.  Más recientemente, la combinación de cuadros se ha utilizado para convertir videos de 24 FPS a 25 FPS sin alterar su velocidad.
La filmación de películas para televisión en regiones que usan estándares de televisión de 25 fps se puede manejar de dos maneras:
- La película se puede filmar a 24 fotogramas por segundo.  En este caso, cuando se transmite en su región nativa, la película puede acelerarse a 25 fps según la técnica analógica descrita anteriormente, o mantenerse a 24 fps mediante la técnica digital descrita anteriormente.  Cuando la misma película se transmite en regiones que usan un estándar de televisión nominal de 30 fps, el framerate se reduce de 25 a 23.976 fotogramas por segundo (una desaceleración de aproximadamente el 4%) para aplicar posteriormente el sistema denominado pulldown 2:3.
- La película se puede disparar a 25 fotogramas por segundo.  En este caso, cuando se transmite en su región nativa, la película se muestra a su velocidad normal, sin alterar la banda sonora que la acompaña.  Cuando se muestra la misma película en regiones que utilizan un estándar de televisión nominal de 30 fps,  el framerate se reduce de 25 a 23.976 fotogramas por segundo (una desaceleración de aproximadamente el 4%) para aplicar posteriormente el sistema denominado pulldown 2:3

Debido a que ambas velocidades de película se han utilizado en regiones de 25 fps, los espectadores se pueden enfrentar confusión sobre la verdadera velocidad de video y audio, y el tono de las voces, efectos de sonido y actuaciones musicales, en películas de televisión de esas regiones.  Por ejemplo, pueden preguntarse si la serie Jeremy Brett de películas de televisión Sherlock Holmes , realizada en los años 80 y principios de los 90, se filmó a 24 fps y luego se transmitió a una velocidad artificialmente rápida en regiones de 25 fps, o si se filmó a 25 fps de forma nativa y luego se desaceleró a 24 fps para la exposición NTSC.
Estas discrepancias existen no solo en transmisiones de televisión por aire y por cable, sino también en el mercado de videos caseros, tanto en cintas como en discos, incluidos discos láser y DVD .
En la televisión digital y el video, que están reemplazando a sus predecesores analógicos, los estándares únicos que pueden acomodar una gama más amplia de velocidades de cuadros aún muestran los límites de los estándares regionales analógicos.  La versión inicial del estándar ATSC , por ejemplo, permitía velocidades de cuadros de 23.976, 24, 29.97, 30, 59.94 y 60 cuadros por segundo, pero no 25 y 50. El ATSC moderno permite 25 y 50 FPS.

## Historia
El primer caso conocido de conversión de sistemas de televisión fue en Europa unos años después de la Segunda Guerra Mundial, principalmente con la RTF (Francia) y la BBC (Reino Unido) que intentaban intercambiar su programación de líneas 441 y 405.
El problema empeoró con la introducción de PAL, SECAM (ambas 625 líneas) y el servicio de línea 819 francés.
Hasta la década de 1980, la conversión de los estándares era tan difícil que el  filme de 24 fotogramas de 16 mm o  35 mm  era el medio preferido para el intercambio de programación.
Tal vez la conversión más difícil desde el punto de vista técnico es la de PAL a NTSC.
- PAL tiene 625 líneas en 50 campos/s

- NTSC es de 525 líneas en 59.94 campos/s (60.000/1.001 campos/s)

Los dos estándares de televisión son incompatibles con todos los propósitos, temporal y espacialmente entre ellos. Aparte de que el recuento de líneas sea diferente, convierte un formato que requiera 60 campos cada segundo a partir de un formato que sólo tenga 50 campos. Cada segundo, se generarán diez campos adicionales:el convertidor debe crear fotogramas nuevos (a partir de la entrada existente) en tiempo real.

## Señales ocultas:no siempre transferidas
La TV contiene muchas señales ocultos.  Una señal de tipo que no se transfiere, excepto en algunos convertidores muy caros, es la señal de subtítulos cerrado .  No es necesario transferir las señales del teletexto , pero el flujo de datos del título debería ser si es tecnológicamente posible hacerlo.
Con la difusión de televisión de alta definición, este tema es menos importante, en su mayoría, sólo supuso pasar el registro de datos del subtítulo al nuevo material de origen.  Sin embargo, DVB y ATSC tienen diferentes tipos de registro de datos de subtítulos.

## Papel de la teoría de la información
La teoría de la información y el teorema de muestreo de Nyquist-Shannon implican que la conversión de un estándar de televisión a otro será más fácil proporcionando:
- Se pasa de un framerate superior a un framerate inferior (NTSC a PAL o SECAM, por ejemplo)
- Se pasa de una resolución más alta a una resolución más baja ( HDTV a NTSC)
- Se convierte de una fuente progresiva a otra de forma progresiva (los entrelazados PAL y NTSC son incompatibles temporal y espacialmente entre ellos)
- El movimiento interframe es limitado, por lo que se reduce el  juicio temporal o espacial
- Las relaciones de señal y ruido del material de origen no son perjudicialmente elevadas
- El material de origen no posee ningún defecto de señal continua (o periódico) que inhiba la traducción

### Sistemas de muestreo y proporciones
El  submuestreo en un sistema de vídeo se expresa generalmente en una relación de tres partes. Los tres términos de la relación son:el número de  muestras de brillo ( "luminancia" "luma" o Y), seguido del número de muestras de los dos componentes de color ( "croma"):U/Cb y V/Cr, por cada área de muestra completa.
Para la comparación de la calidad, sólo la relación entre estos valores es importante, por lo que se puede llamar fácilmente 4:4:4 1:1:1; sin embargo, tradicionalmente el valor para el brillo es siempre 4, con el resto de valores escalados en consecuencia.
Los principios de muestreo anteriores se aplican a la televisión digital y analógica.
El proceso de conversión "3:2" en la película en la televisión (telecine) de 24 fotogramas crea un ligero error en la señal de vídeo en comparación con los fotogramas originales de la película. Esta es una de las razones por las que las películas NTSC que se visualizan en equipamientos domésticos típicos pueden no parecer tan suaves como cuando se visualizan en un cine. El fenómeno es particularmente aparente durante movimientos de cámaras lentos y constantes que parecen ligeramente atascados cuando se telecinuen. Este proceso se conoce comúnmente como "judder".
Material PAL en el que se ha aplicado el pulldown 2:2:2:2:2:2:2:2:2:2:2:3, sufre una falta de suavidad similar, aunque este efecto no se llama habitualmente telecine judder.
En efecto, cada 12º fotograma de película aparece durante una duración de 3 campos PAL (60 milisegundos), mientras que los otros 11 fotogramas se muestran durante una duración de 2 campos PAL (40 milisegundos). Esto provoca un ligero "atasco" en el vídeo aproximadamente dos veces por segundo.
Los convertidores de sistemas de televisión deben evitar crear un efecto telecine durante el proceso de conversión. Evitar este hecho es de importancia económica, ya que una cantidad sustancial de material de resolución NTSC (60 Hz, técnicamente 29,97 fotogramas/s) originalmente en soporte película, tendrá este problema cuando se convierta en PAL o SECAM (ambos 50 Hz, 25 fotogramas/s).

## Técnicas históricas de conversión
Irlanda usó el método monitor sobre orticón, para convertir el servicio de 625 líneas en servicio de 405 líneas.  Es quizás la técnica básica de conversión estándar de televisión. RTÉ utilizó este método durante los últimos años de uso del sistema de 405 líneas .
Al principio se utilizó un convertidor de estándares para proporcionar el servicio de línea 405, pero al averiarse el convertidor el servicio fue proporcionado por una cámara de línea 405 que apuntaba a un monitor.  Esta no es la mejor técnica de conversión, pero puede funcionar si se pasa de una resolución más alta a una más baja, al mismo ritmo de fotogramas.  Se necesitan fósforos lentos tanto en el monitor como en el orticon .
Los primeros convertidores de estándares de vídeo eran analógicos.  Es decir, una cámara de vídeo profesional especial que utilizara un tubo de cámara de vídeo estaría apuntada a un monitor de vídeo de tubos de rayos catódicos .  Tanto la cámara como el monitor se podrían cambiar a NTSC o PAL, para convertir las dos maneras.  La división Fernseh de Robert Bosch GmbH convertir un gran convertidor de estándares de vídeo analógico de tres racks. Estos eran los convertidores de gama alta de los años sesenta y setenta.  Image Transform en Universal City, California, utilizó el convertidor Fernseh y, en la década de 1980, hizo su propio convertidor digital personalizado.  Este también era un dispositivo mayor de tres cremalleras.  A medida que la medida de la memoria digital se hizo más grande en paquetes más pequeños, los convertidores se convirtieron en el tamaño de un horno de microondas .  Hoy se puede comprar un convertidor de consumos muy reducido para uso doméstico.

### SSTV a PAL y NTSC
Las misiones de la luna Apolo (finales de los años sesenta, principios de los años 70) utilizaban la televisión de cálculo lento (SSTV) en contraposición a la televisión del ancho de banda normal;  esto se hizo principalmente para ahorrar energía de la batería (y ancho de banda de transmisión, ya que el vídeo SSTV de las misiones del programa Apolo se multiplicó con todas las demás comunicaciones de voz y telemetría de la nave espacial).  La cámara utilizaba sólo 7 vatios de potencia.
SSTV se utilizó para transmitir imágenes desde el interior del Apolo 7, Apolo 8 y Apolo 9, así como la televisión del módulo lunar del Apolo 11 desde la Luna .
- El sistema SSTV NASA utilizado en las primeras misiones Apolo transfiere 10 fotogramas por segundo con una resolución de 320 líneas del marco utilizando menos ancho de banda que una transmisión de televisión normal.
- Los primeros sistemas SSTV utilizados por la NASA difieren significativamente de los sistemas SSTV que actualmente utilizan los aficionados a la radio aficionados.
- La conversión de estándares era necesaria para que las misiones pudieran ser vistas por un público mundial tanto en PAL/SECAM (625 líneas, 50 Hz) y NTSC (525 líneas, 60 Hz) resoluciones.

Las misiones posteriores de Apolo presentaron cámaras secuenciales de campo de color que emiten vídeo de 60 fotogramas/s.  Cada fotograma correspondía a uno de los colores primarios RGB.  Este método es compatible con el NTSC en blanco y negro, pero es incompatible con el color NTSC.  De hecho, incluso la compatibilidad con TV monocroma NTSC es marginal.  Un conjunto monocromo podría haber reproducido las imágenes, pero las imágenes deberían parpadear terriblemente.  El vídeo en color de la cámara sólo tenía diez marco/s.  También, el cambio Doppler en la señal lunar habría provocado que las imágenes rasgado y estallaran.  Por estas razones, las imágenes de la luna de Apolo requerían técnicas especiales de conversión.
Los pasos de conversión fueron completamente electromecánicos y se llevaron a cabo casi en tiempo real.  En primer lugar, la estación de downlink corrigió las imágenes del cambio Doppler.  A continuación, en una grabadora de disco analógica, la estación enlace descendente grabó y reproducir seis campos de vídeo seis veces.  En el grabador de seis pistas, la grabación y la reproducción tuvieron lugar simultáneamente.  Tras la grabadora, los procesadores de vídeo analógicos añadieron los componentes que faltaban de la señal de color NTSC:Estos componentes incluyeron:
- Burs de color de 3,58 MHz
- La señal monocromo de alta resolución
- el ruido
- Las señales de color I y Q

El retraso de conversión sólo duró unos 10 segundos.  A continuación, las imágenes en color de la luna dejaron la estación enlace descendente para su distribución mundial.

## Métodos de conversión de normas de uso común

### Submuestreo de Nyquist
Esta técnica de conversión puede convertirse en popular entre los fabricantes de televisores HDTV -> NTSC y HDTV -> PAL convertidores para la conversión global en curso a HDTV.
- El subamplexe múltiple de Nyquist fue utilizado por el sistema de televisión difusa MUSE HDTV que se utilizó en Japón.
- Existen chips MUSE que se pueden utilizar para la conversión de sistemas, o se pueden revisar para las necesidades de HDTV -> Cuadros de conversores analógicos de TV.

#### Cómo funciona
En una configuración típica de transmisión de imágenes, todas las imágenes estacionarias se transmiten a resolución completa.  Las imágenes en movimiento tienen una resolución inferior visualmente, basada en la complejidad del contenido de las imágenes interframe.
Cuando se utiliza el subamplasament Nyquist como técnica de conversión de estándares, se reduce la resolución horizontal y vertical del material: este es un método excelente para convertir HDTV televisión de definición estándar, pero funciona muy mal.
- A medida que el contenido horizontal y vertical cambia de fotograma a fotograma, las imágenes en movimiento serán borrosas (de manera similar al uso de 16 película de película mm para proyección HDTV).
- De hecho, las sartenes de cámara enteras comportarían una pérdida del 50% de la resolución horizontal.

El método de sub-muestreo Nyquist de conversión de sistemas sólo funciona por televisión HDTV a Televisión de Definición Estándar , de modo que como tecnología de conversión de estándares tiene un uso muy limitado.  La correlación de fase normalmente se prefiere para la televisión de alta definición a la conversión de definición estándar.

### Conversión fotográfica
Hay una gran diferencia en la velocidad de fotogramas entre la película (24,0 fotogramas por segundo) y la NTSC (aproximadamente 29,97 fotogramas por segundo).  A diferencia de los dos formatos de vídeo más comunes, PAL y SECAM , esta diferencia no se puede superar con una simple aceleración , porque la velocidad necesaria del 25% se notaría claramente.
Para convertir 24 fotogramas de fotogramas/cuadros a 29,97 fotogramas/s (presentados como 59,94 campos entrelazados por segundo) NTSC, se utiliza un proceso complejo llamado "puldown 3:2", en el que se duplica cualquier otro marco de película a través de un campo adicional entrelazado para conseguir un framerate de 23.976 (el audio se reduce de manera imperceptible desde las 24 fotogramas/fuentes que coinciden).  Esto produce irregularidades en la secuencia de imágenes que algunas personas pueden percibir como una tartamudez (judder) durante movimientos lentos y constantes de la cámara en el material de origen.  Véase telecine para obtener más detalles.
Para ver material PAL o SECAM autóctono (como series de televisión europeas y algunas películas europeas) en equipos NTSC, debe producirse una conversión de estándares.  Básicamente hay dos maneras de conseguirlo.
- El framerate se puede reducir de 25 a 23.976 fotogramas por segundo (una desaceleración de aproximadamente el 4%) para aplicar posteriormente un pulldown 3:2 .
- Interpolación del contenido de los fotogramas adyacentes para producir nuevos fotogramas intermedios;  esto introduce artefactos y, incluso, los más modestamente capacidades de los ojos pueden detectar rápidamente el vídeo que se ha convertido entre formatos.

### Interpolación lineal
Al convertir PAL (625 líneas @ 25 fotogramas/s) en NTSC (525 líneas @ 30 fotogramas/s), el convertidor debe eliminar 100 líneas por trama.  El convertidor también debe crear cinco fotogramas por segundo.
Para reducir la señal de 625 líneas a 525, los convertidores menos costosos bajan de 100 líneas.  Estos convertidores mantienen la fidelidad de la imagen espaciando uniformemente las líneas eliminadas.  (Por ejemplo, el sistema podría descartar cada sexta línea de cada campo PAL. Después de la cincuentena descarte, este proceso se detendrá. Entonces, el sistema habría pasado la zona visible del campo. En el campo siguiente, el proceso se repetiría, completando un fotograma.) Para crear los cinco fotogramas adicionales, el convertidor repite cada quinto fotograma.
Si hay poco movimiento de fotograma, este algoritmo de conversión es rápido, barato y eficaz.  Muchos convertidores de bajo consumo del sistema de televisión han utilizado esta técnica.  Sin embargo, en la práctica, la mayoría de vídeo presentan un importante movimiento inter-fotograma.  Para reducir los artefactos de conversión, los equipos más modernos o costosos pueden utilizar técnicas sofisticadas.
La forma más básica y literal de doblar líneas es repetir cada línea de escaneo, aunque los resultados de esta son generalmente muy sucios.  La interpolación lineal utiliza la interpolación digital para recrear las líneas que faltan en una señal entrelazado, y la calidad resultante depende de la técnica empleada.  Generalmente, la versión bob de deinterlacer lineal sólo interpolares dentro de un único campo, en lugar de fusionar información de los campos adyacentes, para preservar la suavidad del movimiento, dando lugar a una velocidad de fotograma igual a la velocidad de campo (es decir , una señal de 60i se convertiría en 60p.). la primera técnica en zonas móviles y la segunda en áreas estáticas, que mejora la nitidez general.
Interpolation Interfield es una técnica en la que se crean nuevos fotogramas mezclando fotogramas adyacentes, en lugar de repetir un solo marco.  Esta es más compleja y costosa computacionalmente que la interpolación lineal, porque requiere que el interpolador tenga conocimiento de los fotogramas anteriores y los siguientes para producir un marco mezclado intermedio.  Desentrelazado también puede ser necesaria para producir imágenes que se pueden interpolar suavemente.  La interpolación también se puede utilizar para reducir el número de líneas de escaneo de la imagen mediante la media del color y la intensidad de los píxeles a las líneas vecinas, una técnica similar al filtrado bilineal, pero aplicada a un único eje.
Hay convertidores simples de 2 líneas y de 4 líneas.  El convertidor de dos líneas crea una nueva línea comparando dos líneas adyacentes, mientras que un modelo de cuatro líneas compara 4 líneas para obtener la media de la quinta.  La interpolación entre campos reduce el juicio, pero a costa de sufrir imágenes.  Cuanto mayor es la mezcla aplicada para alisar el juicio, mayor es la frotación causada por la mezcla.

### Interpolación de movimientos adaptativos
Algunas técnicas más avanzadas miden la naturaleza y el grado de movimiento inter-fotograma en la fuente y utilizan algoritmos adaptativos para mezclar la imagen en función de los resultados.  Algunas de estas técnicas se conocen como algoritmos de compensación de movimiento y son computacionalmente mucho más caras que las técnicas más sencillas, por lo que se requiere que un hardware más potente sea eficaz en la conversión en tiempo real.
Los algoritmos de movimiento adaptativo aprovechan la manera en que el ojo humano y el cerebro procesan las imágenes en movimiento:en particular, el detalle se percibe con menos claridad en objetos en movimiento.
La interpolación adaptativa requiere que el convertidor analice diversos campos sucesivos y detecte la cantidad y el tipo de movimiento de diferentes áreas de la imagen.
- Cuando se detecte poco movimiento, el convertidor puede utilizar la interpolación lineal.
- Cuando se detecta un movimiento más grande, el convertidor puede cambiar a una técnica entre campos que sacrificio los detalles para un movimiento más suave.

Adaptive Motion interpolation presenta muchas variaciones y se encuentra habitualmente en convertidores de gama media.  La calidad y el coste depende de la precisión en el análisis del tipo y la cantidad de movimiento y de la selección del algoritmo más adecuado para procesar el tipo de movimiento.

### Interpolación de movimientos adaptativos + concordancia de bloques
La concordancia de bloques consiste en dividir la imagen en bloques de mosaico, por ejemplo, por motivos de explicación, 8x8 píxeles.  Los bloques se guardan luego en la memoria.  El siguiente campo leído también se divide en el mismo número y tamaño de los bloques de mosaico.  El ordenador del convertidor después funciona y comienza a hacer coincidir bloques.  Los bloques que se mantenían en la misma posición relativa (léase:no había ningún movimiento en esta parte de la imagen) reciben relativamente poco procesamiento.
- Para cada bloque que ha cambiado, el convertidor busca en todas las direcciones a través de su memoria, buscando una concordancia para averiguar hacia dónde iba el "bloque" (si hay movimiento, el bloque, obviamente, tenía que haber ido a algún lugar ...).
- La búsqueda se inicia en los bloques circundantes inmediatos (suponiendo poco movimiento).
- Si no se encuentra una coincidencia, esta búsqueda más y más lejos hasta encontrarla.
- Cuando se encuentra el bloque que coincide, el convertidor sabrá hasta qué punto se movió el bloque y en qué dirección.
- Estos datos se almacenan como vector de movimiento para este bloque.
- Como el movimiento de interframes menudo es previsible debido a las leyes de Newton del movimiento en el mundo real, el vector del movimiento se puede utilizar para calcular dónde se encontrará el bloque en el campo siguiente.
- El método newtoniano ahorra mucho tiempo de búsqueda y procesamiento.

Cuando se hace una panorámica de izquierda a derecha (por encima de diez campos), es seguro suponer que el undécimo campo será similar o muy próximo.
- La concordancia de bloques se puede ver como el "corte y enganche" de los bloques de imagen.

La técnica es muy eficaz, pero requiere una enorme cantidad de potencia informática.  Considere un bloque de sólo 8x8 píxeles.  Para cada bloque, el ordenador tiene 64 indicaciones posibles y 64 píxeles para combinarlo con el bloque del campo siguiente.  También considera que cuanto mayor sea el movimiento, más adelante se hará la búsqueda.  Sólo encontrar un bloque adyacente al campo siguiente implicaría una búsqueda de 9 bloques.  2 bloques necesitarían una búsqueda y coincidencia de 25 bloques:3 bloques más alejados y crece hasta 49 etc.
El tipo de movimiento puede componer exponencialmente la potencia de cálculo necesaria.  Considere un objeto rotativo, donde un simple vector de movimiento de línea recta sirve de gran ayuda para predecir dónde debería coincidir el siguiente bloque.  Rápidamente se puede ver que, cuanto más movimiento de intermarca es introducido, mayor será la potencia de procesamiento necesaria.  Este es el concepto general de concordancia de bloques.  Los convertidores de concordancia de bloques pueden variar ampliamente en el precio y el rendimiento en función de la atención al detalle y la complejidad.
Un extraño artefacto de la coincidencia de bloques se debe al tamaño del bloque.  Si un objeto en movimiento es más pequeño que el bloque de mosaicos, considera que es el bloque entero que se mueve.  En la mayoría de los casos, no es ningún problema, pero considera un baloncesto lanzado.  La bola en sí tiene un vector de alto movimiento, pero su fondo que constituye el resto del bloque puede no tener ningún movimiento.  El fondo también se transporta al bloque movido, en función del vector de movimiento del baloncesto, lo que se puede ver es el balón con una pequeña cantidad de campo exterior o cualquier otra cosa, marcándola junto.  Como está en movimiento, el bloque puede ser "suave" dependiendo de qué técnicas adicionales se utilicen y apenas se noten a menos que lo busca.
La concordancia de bloques requiere una cantidad impresionante de potencia de procesamiento, pero los microprocesadores actuales la convierten en una solución viable.

### Correlación de fase
La correlación de fase es quizás la más compleja de los algoritmos generales a nivel  computacional.
El éxito de la correlación de fase radica en el hecho de que es eficaz para afrontar el movimiento rápido y el movimiento aleatorio.  La correlación de fase no se confunde fácilmente girando o girando objetos que confunden la mayoría de otros tipos de convertidores de sistemas.  La correlación de fases es elegante a la vez que compleja tanto a nivel técnico como conceptual.  Su correcto funcionamiento se deriva realizando una transformación de Fourier en cada campo del vídeo.
Una transformación de Fourier rápido (FFT) es un algoritmo que trata de la transformación de valores discretos (en este caso píxeles de imagen).  Cuando se aplica a una muestra de valores finitos, una transformación rápida de Fourier expresa cualquier cambio (movimiento) en términos de componentes de frecuencia.
Dado que el resultado del FFT representa sólo los cambios entre fotogramas en términos de distribución de frecuencia, hay muchas menos datos que se deben procesar para calcular los vectores de movimiento.

## Convertidores DTV a analógicos para consumidores
Un adaptador de televisión digital, (CECB), o convertidor digital-analógico (caja), es un dispositivo que recibe, mediante una antena , una transmisión de televisión digital (DTV) y convierte esta señal en una señal de televisión analógica que se puede recibir y mostrar en un televisor analógico.
Estas cajas convierten la televisión HDTV (16:9 a 720 o 1080) a (NTSC o PAL a 4:3).  Se conoce muy poco sobre las tecnologías de conversión específicas que utilizan estas cajas convertidores en las zonas PAL y NTSC.
Normalmente se requiere un descenso inverso, de modo que los espectadores perciben poca pérdida de calidad de las imágenes a la distancia de visualización recomendada con la mayoría de televisores.

## Conversión fuera de línea
Muchas conversiones de televisión en formato cruzado se hacen fuera de línea.  Hay varios paquetes de DVD que ofrecen conversión sin conexión PAL ↔ NTSC , incluyendo conversión cruzada (técnicamente MPEG ↔ DTV ) de la infinidad de formatos de vídeo web basados en MPEG .
La conversión cruzada puede utilizar cualquier método que se utiliza habitualmente para la conversión en formato de sistema de TV, pero normalmente (para reducir la complejidad y el uso de la memoria), queda pendiente el codec para hacer la conversión.  La mayoría de los DVD modernos se convierten a partir de 525 <-> 625 líneas de esta manera, ya que es muy económico para la mayoría de programaciones originadas con resolución EDTV .